# Sebastián Crismanich
Sebastián Crismanich (n. 30 octombrie 1986, Corrientes⁠(d), Provincia Corrientes, Argentina) este un taekwondist ce a reprezentat Argentina, medaliat olimpic. A participat la o ediție a Jocurilor Olimpice (2012) în care a câștigat o medalie de aur.